# Mohammad Hajj Hassan
 (mars 2018).
Si vous disposez d'ouvrages ou d'articles de référence ou si vous connaissez des sites web de qualité traitant du thème abordé ici, merci de compléter l'article en donnant les références utiles à sa vérifiabilité et en les liant à la section « Notes et références ».
Mohammad Hajj Hassan (محمد حاج حسن) est un homme politique libanais né en 1976, fondateur du Courant chiite libre qui se rapproche du l'Alliance du 14 Mars au Liban.
À l'âge de 17 ans, il commença ses études dans une école religieuse à Baalbeck où il rejoignit le parti chiite Hezbollah pour le quitter peu de temps après. Il vécut un peu en Syrie, en Iran et en Irak.